# Зимитицы (посёлок)
Зими́тицы — посёлок в Бегуницком сельском поселении Волосовского района Ленинградской области, бывший административный центр Зимитицкого сельского поселения.

## История
Посёлок основан в 1884 году, когда в эти места прибыла большая группа эстонских переселенцев.
По статистике 1885 года в Зимитицах проживало 28 человек. Эстонцы происходили из волости Колга прихода Куусалу Ревельского уезда Эстляндской губернии.
Переселенцы купили у местного помещика генерал-майора фон Блока 3 тысячи десятин земли за 50 тысяч рублей, и основали на купленной земле два посёлка — Зимитицы и Голятицы. Таким образом, помимо старинной деревни Зимитицы (впервые упоминаемой в 1500 году), появился и одноимённый посёлок (то же имело место и в Голятицах). Лишь небольшая часть эстонцев поселилась в деревне Зимитицы, и последняя вплоть до советского времени оставалась финской по национальному составу. Таким образом, сформировалась одна из наиболее крупных в Петербургской губернии эстонских колоний.
По данным Ю. Меомуттеля, к концу XIX века в колонии (то есть не только в Зимитицах, но и в Голятицах) насчитывалось 74 семьи эстонских поселенцев.
В 1904 году в колонии проживали 420 эстонцев.
К 1918 году, по сведениям А. Ниголя, семей было 80, в них проживало 660 эстонцев.
С 1917 по 1923 год посёлок Зимитицы входил в состав Княжевско-Ильешской волости Кингисеппского уезда.
С 1923 года в составе Врудской волости.
С 1924 года в составе Корчанского сельсовета.
С 1925 года в составе Зимитицкого сельсовета.
По данным переписи 1926 года в Зимитицах было 154 двора с населением 572 человека, в том числе эстонцев — 151 двор, 561 человек, русских — 2 двора, 8 человек, финнов — 1 двор, 3 человек. Наличие столь многочисленного эстонского населения стало предпосылкой придания в 1926 году Зимитицкому сельсовету статуса национального эстонского (в нём числилось 697 эстонцев и 103 русских).
С 1927 года в составе Молосковицкого района.
- План посёлка Зимитицы. 1930 год

С 1931 года в составе Волосовского района.
Центром сельсовета была деревня Зимитицы. По данным 1933 года в состав Зимитицкого эстонского национального сельсовета входили 4 населённых пункта: деревня Голятицы, деревня Зимитицы, выселок Зимитицы и колхоз «Новый Путь», общей численностью населения 846 человек.
По данным 1936 года в состав Зимитицкого эстонского национального сельсовета с центром в деревне Зимитицы, входили 2 населённых пункта, 166 хозяйств и 3 колхоза.
Из уроженцев и жителей эстонского поселения Зимитицы в годы Большого террора были расстреляны 45 мужчин и 8 женщин.
Национальный сельсовет просуществовал до 1939 года, когда он был упразднён наряду с прочими аналогичными административно-территориальными единицами Ленинградской области (решение Леноблисполкома от 14 апреля 1939 года). С 1939 года, в составе Ильешского сельсовета. К этому времени население посёлка также ощутимо сократилось — по данным переписи 1939 года в посёлке проживало лишь 414 человек.
C 1 августа 1941 года по 31 декабря 1943 года посёлок находился в оккупации.
С 1954 года в составе Чирковицкого сельсовета.
С 1963 года в составе Кингисеппского района.
С 1965 года вновь в составе Волосовского района. В 1965 году население посёлка Зимитицы составляло 295 человек.
По данным 1966 и 1973 годов посёлок Зимитицы также находился в составе Чирковицкого сельсовета.
По данным 1990 года в посёлке Зимитицы проживали 1256 человек. Посёлок являлся административным центром Чирковицкого сельсовета в который входили 11 населённых пунктов: деревни Буяницы, Голятицы, Зимитицы, Ильеши, Корчаны, Смедово, Черенковицы, Чирковицы и сам посёлок Зимитицы, общей численностью населения 1525 человек.
В 1997 году в посёлке проживали 1400 человек, в 2002 году — 1401 человек (русские — 90 %), посёлок являлся административным центром Чирковицкой волости. 
В 2007 году в посёлке проживали 1446 человек, в 2010 году — 1346 человек, посёлок являлся административным центром Зимитицкого сельсовета.
7 мая 2019 года посёлок вошёл в состав Бегуницкого сельского поселения.

## География
Посёлок расположен в северо-западной части района на автодороге А180 (E 20) (Санкт-Петербург — Ивангород — граница с Эстонией) «Нарва».
Расстояние до районного центра — 40 км.
Расстояние до ближайшей железнодорожной станции Волосово — 32 км.

## Демография
| 1862  | 1885  | 1926  | 1939  | 1952  | 1960  | 1961  |
| ----- | ----- | ----- | ----- | ----- | ----- | ----- |
| 28    | →28   | ↗572  | ↘414  | ↘102  | ↗207  | ↗237  |
| 1962  | 1963  | 1965  | 1966  | 1967  | 1968  | 1969  |
| ↘222  | ↗285  | ↗295  | ↘257  | →257  | ↗268  | ↗270  |
| 1970  | 1971  | 1972  | 1973  | 1974  | 1975  | 1990  |
| ↗321  | ↗328  | ↗548  | ↗779  | ↘703  | ↗838  | ↗1256 |
| 1997  | 2002  | 2007  | 2010  | 2013  | 2017  |       |
| ↗1400 | ↗1401 | ↗1446 | ↘1346 | ↗1350 | ↗1370 |       |

### Национальный состав
Согласно данным Всероссийской переписи населения 2021 года в деревне проживали 1169 человек, из них:
 русские — 1054, узбеки — 24, азербайджанцы — 19, украинцы — 14, белорусы — 12, чеченцы — 8, таджики — 6, армяне — 5, коми — 5, молдаване — 5, мордва — 2, татары — 2, саамы — 1, табасараны — 1, финны — 1, другие национальности — 5 человек, остальные национальность не указали.

## Инфраструктура
В Зимитицах имеются, как многоэтажные дома, так и частный сектор.

## Предприятия и организации
- ЗАО «Труд» (сельскохозяйственное производство)
- Администрация муниципального образования «Зимитицкое сельское поселение»
- Зимитицкая врачебная амбулатория
- ПАО «Сбербанк России», доп. офис № 9055/0831
- Отделение «Почты России», индекс — 188425[26]
- Дом культуры пос. Зимитицы
- ГДОУ «Детский сад № 13 пос. Зимитицы»
- ГУ «Колония-поселение № 1 ГУИН Минюста России по Санкт-Петербургу и Ленинградской области»[27]

## Транспорт
Осуществляется автобусное сообщение по пригородным маршрутам:
| №    | Конечная остановка 1            | Конечная остановка 2 | Примечания |
| ---- | ------------------------------- | -------------------- | --- |
| 69   | Кингисепп, автостанция          | Бегуницы             | |
| 69А  | Кингисепп, автостанция          | Зимитицы             | |
| 487  | Кировский завод                 | Зимитицы             | Социальный автобусный маршрут города Санкт-Петербурга. Оплата наличными не принимается, возможна активация отложенного пополнения карты «Подорожник» |
| 841  | Усть-Луга, микрорайон «Ленрыба» | Ленинский проспект   | |
| 842  | Кингисепп, автостанция          | Ленинский проспект   | |
| 842  | Ивангород                       | Автовокзал № 2       | |
| 851  | Сланцы, улица Кирова            | Ленинский проспект   | |
| 851Д | Сланцы, автостанция             | Девяткино            | Работает по будням |
| 969  | Автовокзал № 2                  | Гдов                 | Междугородный маршрут |

К югу от посёлка находится платформа Овинцево железной дороги Мга — Ивангород, по которой осуществляется пригородное сообщение.

## Улицы
Дизельная.